# Leandra solenifera
Leandra solenifera är en tvåhjärtbladig växtart som beskrevs av Célestin Alfred Cogniaux. Leandra solenifera ingår i släktet Leandra och familjen Melastomataceae. Inga underarter finns listade i Catalogue of Life.